# Adolf Erik Nordenskiöld

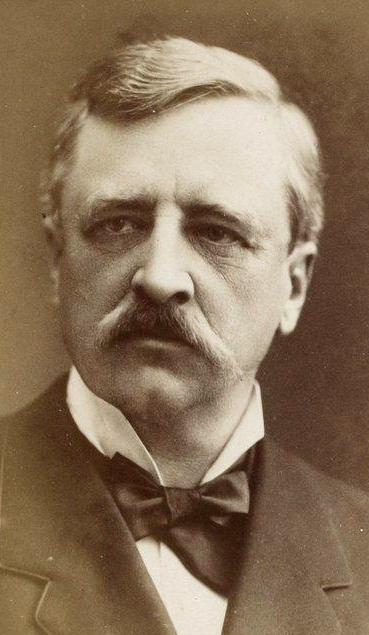
Adolf Erik Nordenskiöld el 1883

El baró Nils Adolf Erik Nordenskiöld (que es pronuncia /ˈnuːrdenʃœld/)(existeix una variant d'aquest cognom en altres territoris: "Nordenskjöld") (Hèlsinki, 18 de novembre de 1832 - Dalby, Escània, 12 d'agost de 1901) va ser un geòleg, geògraf i explorador polar suec d'origen finlandès.
Va aconseguir travessar per primera vegada el Passatge del Nord-est (o Ruta del Mar del Nord) i navegar al voltant del continent eurasiàtic entre 1878 i 1880 a bord del vaixell balener Vega. El 1883 va ser el primer a trencar les barreres de gel de la costa sud-est de Groenlàndia.
El seu nebot, Otto Nordenskjöld, també va ser un geòleg i expedicionari suec, a qui el seu oncle va encoratjar a realitzar la primera expedició sueca a l'Antàrtida. S'ha de notar que el cognom d'aquest últim explorador s'escriu al revés ("Nordenskjöld" i no "Nordenskiöld"), ja que corresponen a dues branques diferents de la família. Els pares d'Otto Nordenskjöld eren primers: Otto Gustaf Nordenskjöld (nascut a Suècia) i la seua mare Anna Elisabet Sofia Nordenskiöld (nascuda a Finlàndia) i germana d'Adolf Erik Nordenskiöld.

## Biografia

### Joventut
Adolf Erik Nordenskiöld va nàixer en Hèlsinki, fill del prestigiós mineròleg Nils Gustaf Nordenskiöld. Va passar tota la seua infantesa en Mäntsälä. Va ser al col·legi en Porvoo, una menuda ciutat en la costa sud finlandesa, on va estudiar matemàtiques, química, mineralogía i geologia. Es va graduar en la Universitat de l'Emperador Alexandre de Hèlsinki el 1853, i publicà dos anys més tard la seua dissertació Om grafitens och chondroditens kristallformer («On the crystal forms of the graphite and chondrodite»). Durant el 1853 també va acompanyar al seu pare als Urals, on va estudiar les mines de ferro i coure en Nijni Taguil. El 1855 va continuar els seus estudis a Berlín sobre mineralogia, i l'any següent esdevingué professor de la Universitat de Hèlsinki.

### La seua marxa a Suècia
Durant la major part del segle xix, Finlàndia constituïa el Gran Ducat de Finlàndia que depenia de Rússia
una zona depenent de Rússia, Nordenskjöld mantenia una postura contrària al poder del Zar, i a conseqüència d'aquesta postura va haver d'abandonar Hèlsinki el 1857, com a refugiat polític, després d'enfrontaments que va tenir amb les autoritats russes.
Ja que el seu idioma matern era el suec, llengua, que en aquella època, estava àmpliament estesa en el país finés, va decidir establir-se en la propera Estocolm, on prompte rebé la invitació del geòleg Otto Martin Torell perquè l'acompanyara a l'expedició que estava a punt de realitzar a l'illa de Spitsbergen i on poc després va començar a treballar per al Museu Suec d'Història Natural, en la seua secció de Mineralogia.
El 1863 es va casar amb la baronessa Anna María Mannerheim, amb qui va tenir dos fills, Gustaf, nascut el 1868 i Erland, nascut el 1877. Ambdós van continuar la carrera científica i exploratòria del seu pare. Adolf romandria la resta de la seua vida lligat a Suècia, on va ser nomenat baró el 1880 i triat membre de l'Acadèmia Sueca de llengua el 1893.

### Expedicions

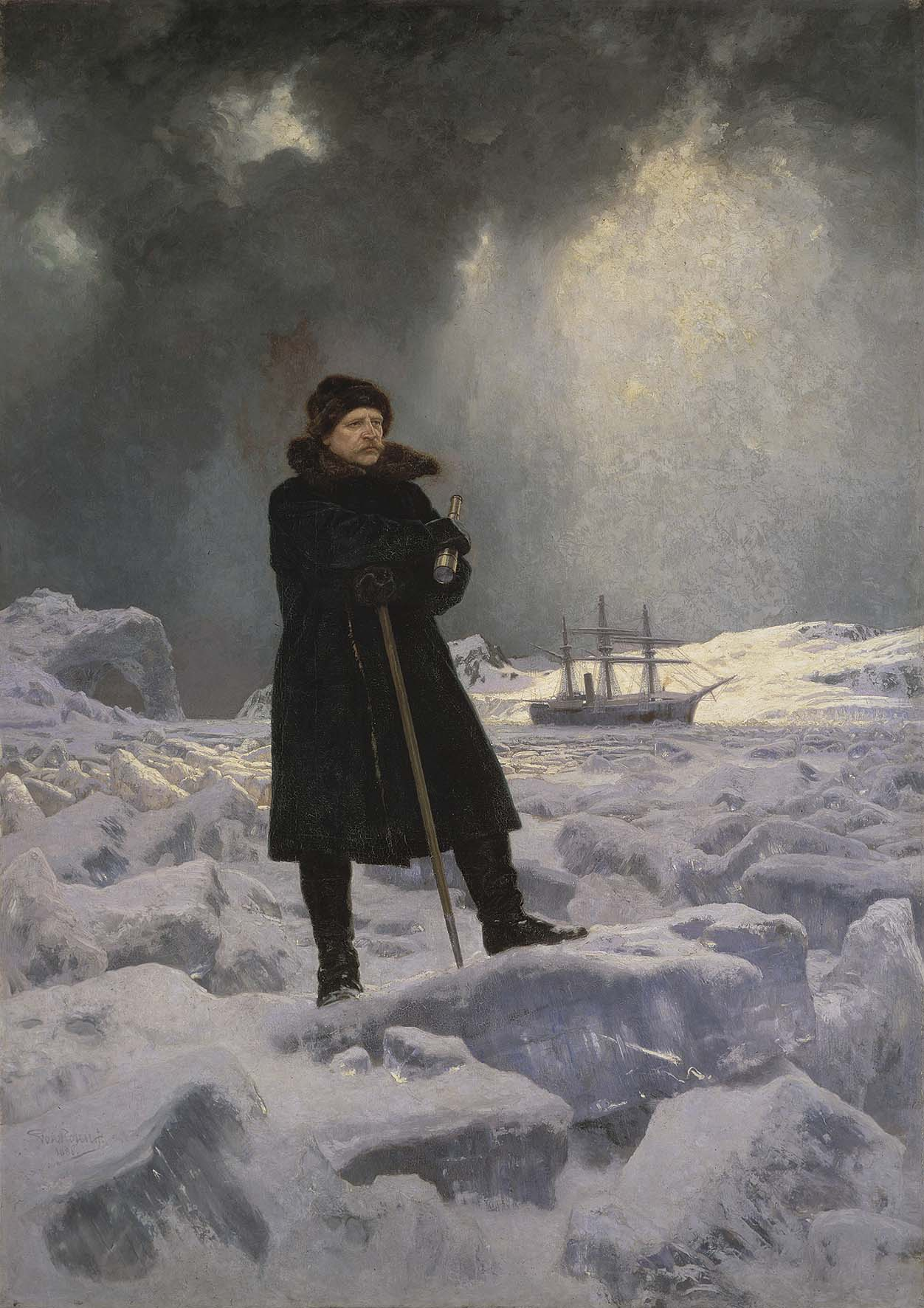
Nils Adolf Erik Nordenskiöld amb el Vega per Georg von Rosen (1886).

- El 1858 i 1861 va participar en les expedicions organitzades per Torell a Spitsbergen —la més gran de les illes de l'arxipèlag de Svalbard, en l'oceà àrtic, amb la intenció de comprovar la possibilitat d'establir explotacions mineres en l'illa.
- El 1864 va liderar una expedició promoguda per la Reial Acadèmia de les Ciències de Suècia, que de nou feia rumb cap a Spitsbergen.
- El 1868 embarcat en un menut navili va arribar la latitud nord més alta a la qual s'havia arribat en l'Hemisferi Oriental
- El 1870, va viatjar fins a Groenlàndia on penetrà fins a llocs no coneguts en l'època i el 1871 de nou se n'anà a Spitsbergen, i romangué allí tot l'hivern, i gairebé va morir-hi de fam.
- El 1872 va comandar una expedició ben organitzada en el vapor Sofia, tractant d'arribar fins al pol Nord. Hi arribà de nou a la latitud nord més alta assolida per una embarcació fins llavors, en l'hemisferi oriental (81° 42′ N).
- El 1875, després d'abandonar els seus intents d'arribar al Pol, mirà d'obrir a la navegació el pas de Nord-est. Al juny de 1875, va emprendre un primer viatge explorant tota la zona, i portà a terme investigacions científiques alhora que navegava, després de creuar el mar de Kara, arribà fins a la desembocadura del riu Ienissei a Sibèria. Allí va continuar la seua marxa riu amunt acompanyat de quatre homes, després de fer tornar el veler que els transportava. Va tornar fins a Suècia per l'interior de Rússia, travessant Moscou i Sant Petersburg.

### L'expedició de 1878, El Passatge del Nord-est

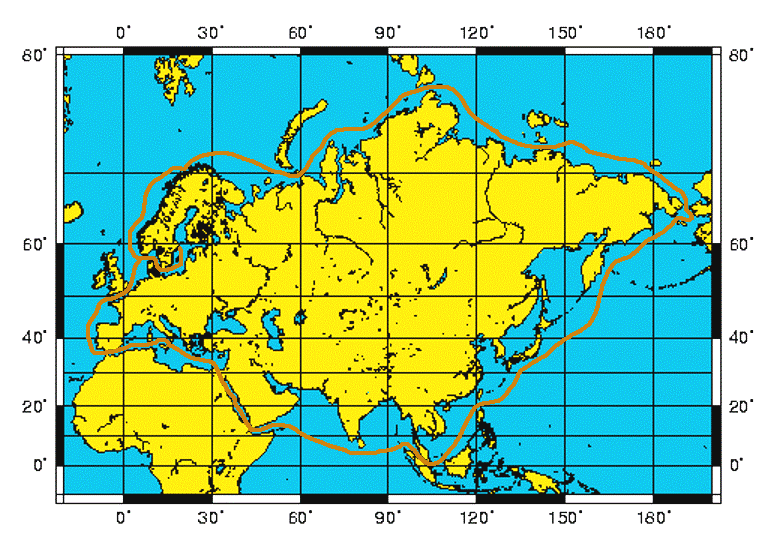
Ruta seguida per l'expedició de Nordenskjöld el 1878, que va travessar el Passatge del Nord-est

El 1878 va emprendre el viatge que seria el més important de tots, i partint de les costes europees va travessar la costa nord d'Àsia. Va creuar l'estret de Bering i així va arribar fins a la costa oriental d'Àsia, convertint-se en el primer navegant a completar la Ruta del Mar del Nord.
L'expedició la va dur a terme en el vaixell balener Vega, una nau mixta de vapor i vela, amb una tripulació de 21 persones. Tres vaixells de càrrega el Fraser, el Express i el Lena van realitzar també labors auxiliars en l'expedició.
El Vega va partir de Karlskrona, Suècia, el 22 de juny de 1878, van doblegar el cap Cheliuskin en Sibèria el deu d'agost, pocs dies després efectuen una escala dedicada a la investigació científica, continuen avançant cap a l'est, navegant sempre molt a prop de la costa, quedant atrapat pel gel a la fi de setembre als voltants de l'Estret de Bering.
Arran d'aquest entrebanc la tripulació va haver de romandre en el vaixell durant tot l'hivern, ja que sembla que aquest va aguantar bastant bé la pressió del gel que l'envoltava, i així feu de refugi devers les temperatures exteriors que assolien uns -50 °C. En la costa van construir un campament, des del qual van mantenir alguna relació amb els indígenes.
Quan arribà l'estiu de l'any següent, el vaixell va poder ser alliberat del gel que l'apresonava i va continuar la seua travessia. Després de creuar el cap Dezhneva, va arribar a Port Clarence (en el territori d'Alaska) i més endavant a Yokohama, al Japó, que va atényer el 2 de setembre de 1879.
Per a tornar a Europa van fer la volta a Àsia i van creuar el canal de Suez convertint-se d'aquesta manera en el primer navegant que va franquejar el Passatge del Nord-est. Al seu retorn a Suècia, va tenir una rebuda entusiasta, sent aclamat com un heroi popular. L'abril del 1880 va ser nomenat baró i membre de l'Ordre de l'estrella polar.
El 1883, va visitar per segona vegada la costa oriental de Groenlàndia, on va assolir travessar amb el seu vaixell la gran barrera de gel, una feta intentat en va durant més de tres segles.
El 1893, el Baró Nordenskiöld va ser elegit com a 12è acadèmic de l'Acadèmia Sueca.

## Historiador de la cartografia primitiva
Com a explorador, Nordenskiöld es va interessar per la història de l'exploració de l'Àrtic, especialment com s'evidencia en mapes antics. Aquest interès, al seu torn, el va portar a recollir i estudiar sistemàticament els primers mapes. Va escriure dues monografies substancials, que incloïen molts facsímils, sobre els primers atles impresos i mapes geogràfics i cartes marines medievals, respectivament el Atles facsímil a la història primitiva de la cartografia (1889). Segles, trad. Johan Adolf Ekelöf (Estocolm, 1889; reimprès, Nova York: Dover, 1973). i Periplus: An essay on the early history of charts and sailing directions (1897).
Va deixar la seva enorme col·lecció personal de mapes primerencs a la Universitat de Hèlsinki, i es va inscriure al Registre de la memòria del món de la UNESCO el 1997.

## Denominacions en el seu honor

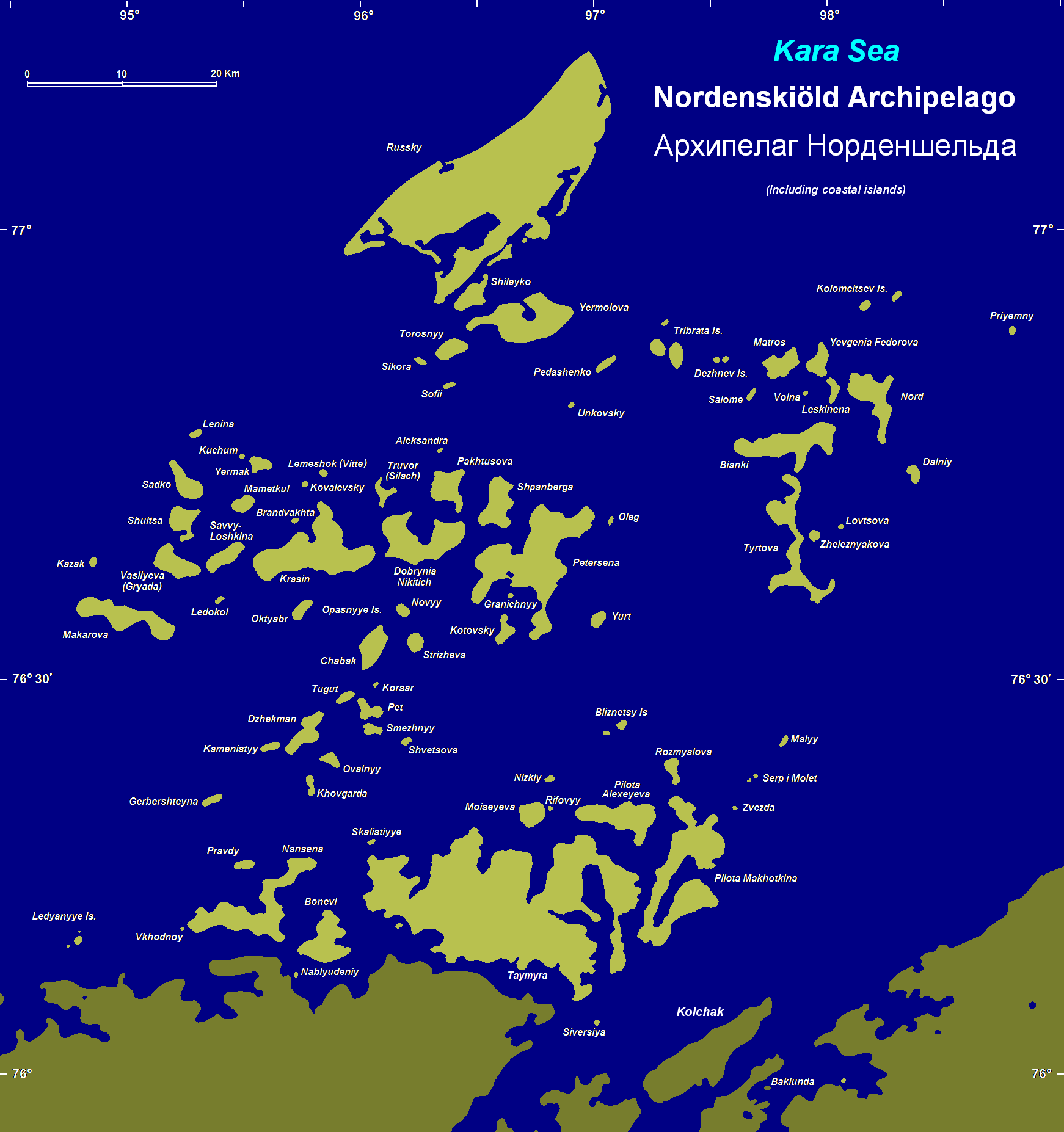
L'arxipèlag de Nordenskjöld.

- l'arxipèlag de Nordenskiöld, que constitueix el major grup d'illes del mar de Kara, localitzat enfront de les costes siberianes de l'Àrtic, a uns 120 km a l'oest de la península de Taymyr;
- les illes Nordenskiöld, un grup de menudes illes de l'àrtics canadencs localitzades en el golf de la Regna Maud;
- el cràter Nordenskiöld en el planeta Mart.